# Tama (La Rioja)

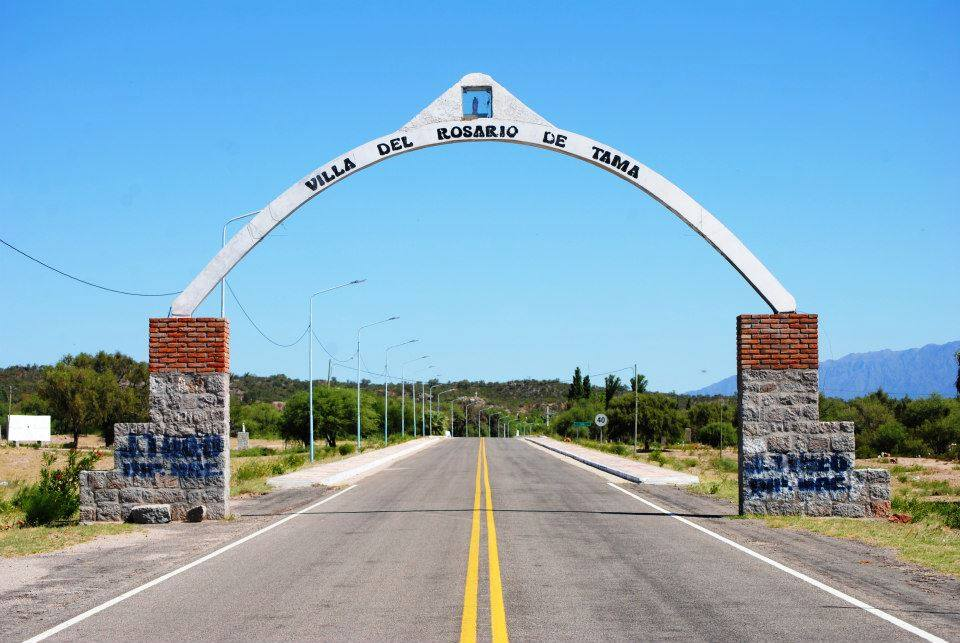
Entrada da Vila de Rosario de Tama

Tama é uma cidade da Argentina, localizada na província de La Rioja